# Де Майо, Себастьян
Себастьян Де Майо (фр. Sebastian De Maio; 5 марта 1987, Сен-Дени, Франция) — французский футболист, защитник клуба «Модена».

## Клубная карьера
Де Майо — воспитанник клубов «Луан-Кюизо» и «Нанси». В 2006 году его заметили скауты итальянской «Брешии» и пригласили в команду. В 2007 году для получения игровой практики Себастьян на правах аренды выступал за клуб «Челано» в Серии C1. В 2008 году он вернулся в «Брешию». 13 сентября в поединке против «Бари» Де Майо дебютировал за команду в Серии B. В 2010 году он помог команде выйти в элиту. 19 сентября в матче против «Кьево» Себастьян дебютировал в итальянской Серии A. В начале 2011 года для получения игровой практики Де Майо на правах аренды перешёл в «Фрозиноне». 22 января в матче против «Пьяченцы» он дебютировал за новую команду. 5 февраля в поединке против «Портогруаро» Себастьян забил свой первый гол за «Фрозиноне». Летом Де Майо вернулся в «Брешию», которая к тому времени вылетела в Серию B. Лидеры покинули команду и Себастьян вновь получил место в стартовом составе. 11 мая 2012 года в матче против «Бари» он забил свой первый гол за «Брешию».
Летом 2013 года контракт Ди Майо истёк и он на правах свободного агента присоединился к «Дженоа». 15 сентября в матче против «Сампдории» Себастьян дебютировал за новую команду, заменив во втором тайме Алессандро Гамберини. 26 января 2014 года в поединке против «Фиорентины» он забил свой первый гол за «Дженоа».
Летом 2016 года Себастьян перешёл в бельгийский «Андерлехт», подписав четырёхлетний контракт. Сумма трансфера составила 3 млн евро. 26 июля в матче квалификации Лиги чемпионов против российского «Ростова» он дебютировал за новую команду. 30 июля в поединке против «Мускрон-Перювельз» Де Майо дебютировал в Жюпиле лиге. В августе «Фиорентина» арендовала Себастьяна на сезон с правом последующего выкупа. 21 сентября в матче против своего бывшего клуба «Удинезе» он дебютировал за новую команду.
В январе 2019 года Де Майо отправился в аренду в «Удинезе».